# Hopanoide

Hopan – Grundgerüst mit 4 Sechsringen

Die Hopanoide (Betonung auf dem vorletzten Vokal: Hopanoide) sind membranverstärkende Moleküle. Sie sind äußerst stabile Triterpene und bestehen aus 4 Sechsringen, einem Fünfring sowie Resten unterschiedlicher Kettenlänge. Sie besitzen damit eine strukturelle Ähnlichkeit zu Steroiden.

## Verbreitung
In Bakterien dienen Hopanoide anstelle von Steroiden, die bei Eukaryoten vorkommen, als Membranverstärker. Ausnahmen hiervon stellen die methanotrophen Bakterien dar, die zu den Proteobakterien gehören, sowie die Mykoplasmen, die zu den grampositiven Bakterien gehören. Diese besitzen wie Eukaryoten Steroide statt Hopanoide, die sie jedoch nicht selbst synthetisieren können, sondern von außen aufnehmen.
Hopanoide, die in Cyanobakterien vorkommen, wurden in Stromatolithen in 2,7 Milliarden Jahre alten australischen Gesteinsschichten gefunden, und gehören damit zu den ältesten Zeugnissen des inneren Aufbaus früher Lebewesen.
Soweit bekannt ist, kommen Hopanoide nicht bei Archaeen vor.